# Цейлонская джунглевая курица
Цейлонская джунглевая курица (лат. Gallus lafayettii) — вид птиц семейства фазановых, обитающий на острове Шри-Ланка. Является национальной птицей Шри-Ланки. Видовое название присвоено в честь французского политического деятеля Жильбера Лафайета.

## Описание
Ярко выражен половой диморфизм. Самцы намного крупнее самок, их длина колеблется от 66 до 72 см, а масса — от 790 до 1140 г. Самки достигают длины примерно 35 см и массы от 510 до 645 г. Оперение самцов оранжево-красное, переходящее к хвосту в тёмно-фиолетовый и чёрный цвет. Гребень красный. Самки имеют тускло-коричневое оперение с белым рисунком на нижней части груди и брюха.

## Биология
Как и большинство фазановых птица живёт на земле и питается семенами, насекомыми и упавшими плодами.

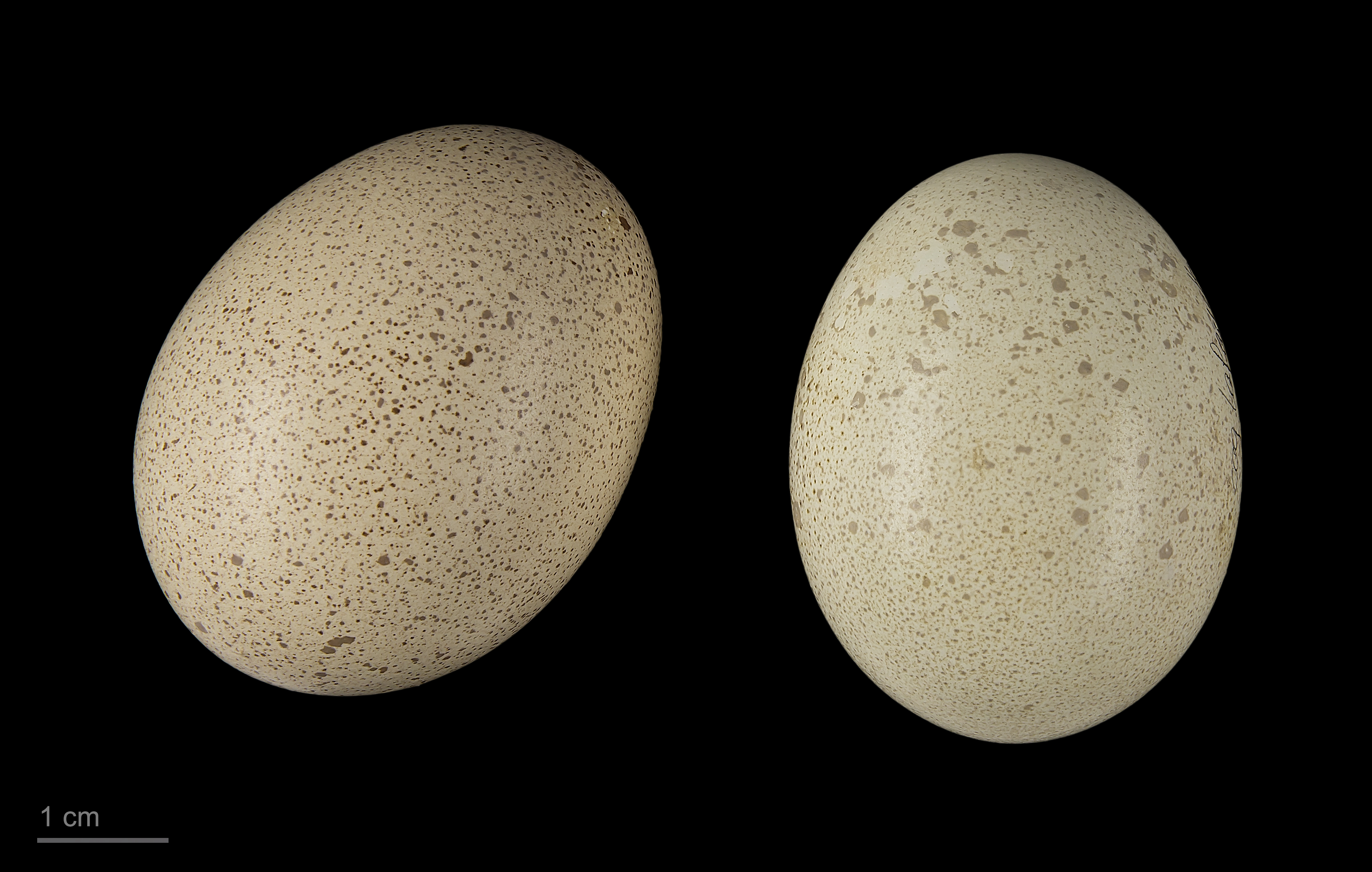
яйцо Gallus lafayettii - Тулузский музей

Для цейлонской джунглевой курицы характерна полиандрия, поскольку одна самка обычно связана с двумя или тремя самцами. Самка спаривается с альфа-самцом группы и устраивает гнездо высоко над землей. Яйца очень разнообразны по цвету, но обычно они кремовые с жёлтым или розовым оттенком. Часто встречаются фиолетовые или коричневатые пятна. Иногда самка откладывает красные яйца или яйца с пятнами. Насиживает кладку только курица, альфа-самец в это время охраняет гнездо с соседнего насеста. Бета-самцы остаются в непосредственной близости и охраняют территорию гнездования от незваных гостей или потенциальных хищников, таких как самцы-соперники, змеи и мангусты. Инкубационный период самый непродолжительный среди джунглевых кур и составляет всего 20 дней.